# Ilija Petković
Ilija Petković (serbi: Илија Петковић)  (Knin, 22 de setembre de 1945 - Belgrad, 27 de juny de 2020) fou un futbolista serbi, de la dècada de 1970 i posteriorment entrenador de futbol. Començà als equips inferiors del Dinara Knin. Amb 19 anys fitxà per l'OFK Beograd de la capital sèrbia. Romangué al club durant 16 temporades, amb tres temporades més al club francès Troyes AC. Amb l'OFK aconseguí guanyar la Copa iugoslava la temporada 1965-66, vencent per 5-1 al Dinamo de Zagreb a la final. D'acord amb les lleis iugoslaves del moment, un esportista no podia abandonar el país fins a haver complert 28 anys. Per aquest motiu no fou fins al 1973 que Petković pogué sortir del país per fitxar pel Troyes AC. El 1976, amb 31 anys, retornà a l'OFK, on es retirà el 1983, disputant un total de 417 partits i marcant 68 gols.
Fou internacional amb la selecció iugoslava, disputant 43 partits i marcant 6 gols entre 1968 i 1974. Fou finalista a l'Eurocopa 1968. També participà en el Mundial de 1974.
Un cop finalitzada la seva etapa de futbolista esdevingué entrenador. Inicià aquesta tasca a l'OFK Beograd. Altres equips que entrenà foren el Servette FC de Ginebra, l'Aris Salònica, així com diversos equips asitàtics. També fou seleccionador de Iugoslàvia i de Sèrbia-Montenegro.